# Tercera divisió espanyola de futbol 1929-1930
La temporada 1929-30 de la Tercera Divisió d'Espanya va ser la primera edició d'aquest campionat, en la segona edició de la Lliga espanyola de futbol i es va celebrar entre el 15 de desembre de 1929 i el 23 de març de 1930.

## Clubs participants

### Composició inicial dels grups
La composició inicial de diversos dels grups realitzada pel Comitè Nacional de Futbol va patir variacions a causa de la retirada de la competició de diversos equips. El dijous 5 de desembre de 1930 el Comitè Nacional de futbol va constituir els grups de la Tercera Divisió. Els clubs disposaven fins al dilluns següent per renunciar lliurement a jugar la competició, i que les vacants que es produïssin fossin cobertes per clubs sol·licitants que s'haguessin quedat a les portes.
|  | Va renunciar a jugar en la Tercera Divisió / es va retirar de la competició |

| Equip                    | Ciutat     | Estadi                       |
| ------------------------ | ---------- | ---------------------------- |
| Celta de Vigo            | Vigo       | Estadi de Balaídos           |
| Racing de Ferrol         | Ferrol     | Estadi Municipal d'Inferniño |
| Unión Sporting Club Vigo | Lavadores  |                              |
| Eiriña FC                | Pontevedra |                              |

| Equip                     | Ciutat      | Estadi                        |
| ------------------------- | ----------- | ----------------------------- |
| Real Valladolid Deportivo | Valladolid  | Estadi de la Sociedad Taurina |
| Gimnástica de Torrelavega | Torrelavega | Estadi de El Malecón          |
| Sestao Sport Club         | Sestao      | Camp Municipal de Las Llanas  |
| Baracaldo Fútbol Club     | Baracaldo   | Camp de Lasesarre             |
| Club Deportivo Logroño    | Logronyo    | Las Gaunas                    |

| Equip                    | Ciutat          | Estadi            |
| ------------------------ | --------------- | ----------------- |
| Pasayako Lagun Ederrak   | Pasajes         | Campo del Molinao |
| Club Atlético Osasuna    | Pamplona        | Campo de San Juan |
| Izarra Beti Aurrera      | Estella-Lizarra |                   |
| Tolosa Club de Fútbol    | Tolosa          |                   |
| Club Deportivo Esperanza | Sant Sebastià   |                   |

| Equip                        | Ciutat    | Estadi                      |
| ---------------------------- | --------- | --------------------------- |
| Racing Club de Madrid        | Madrid    |                             |
| Unión Sporting de Madrid     | Madrid    |                             |
| CD Nacional de Madrid        | Madrid    |                             |
| Club Deportivo Patria Aragón | Saragossa | Campo de Fútbol del Arrabal |
| Real Zaragoza Club Deportivo | Saragossa | Campo de la Torre de Bruil  |

| Equip                    | Ciutat    | Estadi           |
| ------------------------ | --------- | ---------------- |
| Club Deportivo Castellón | Castelló  | Camp del Sequiol |
| Unió Esportiva de Sants  | Barcelona |                  |
| Club de Futbol Badalona  | Badalona  |                  |
| Club Esportiu Júpiter    | Barcelona |                  |

| Equip                    | Ciutat        | Estadi           |
| ------------------------ | ------------- | ---------------- |
| Sporting Club            | Canet d'En B. | Campo del Fornas |
| Fútbol Club Levante      | València      |                  |
| Gimnástico Football Club | València      |                  |
| Burjassot Club de Futbol | Burjassot     |                  |
| Club Athletic Saguntino  | Sagunt        |                  |

| Equip                  | Ciutat    | Estadi              |
| ---------------------- | --------- | ------------------- |
| Cartagena FC           | Cartagena | Stadium Cartagenero |
| Elche Football Club    | Elx       |                     |
| Hércules Football Club | Alacant   |                     |
| Albacete Football Club | Albacete  |                     |
| Lorca Sporting Club    | Lorca     |                     |
| Imperial Football Club | Múrcia    |                     |

| Equip                          | Ciutat     | Estadi               |
| ------------------------------ | ---------- | -------------------- |
| Real Málaga Football Club      | Màlaga     | Campo del Cristo     |
| Football Club Malagueño        | Màlaga     | Estadi del Palo      |
| Real Club Recreativo de Huelva | Huelva     | Estadi del Velódromo |
| Balompié Don Benito            | Don Benito |                      |

### Canvis posteriors
El 12 de desembre el Club Gijón proposa formar amb el Stadium Avilesino un grup asturià en la Tercera Divisió, el vencedor de la qual s'enfrontarà al campió del grup I gallec.
En el grup I, el Celta de Vigo renuncia a participar. El club vigués és substituït pel Emden FC de La Corunya. Finalment aquest grup se subdivideix en dos grups, formats per quatre equips gallecs i dos asturians. En el grup gallec es retira posteriorment l'Unió Sporting Club Vigo.
El grup III, el constitueixen finalment el Club Deportivo Esperanza de Sant Sebastià i el Club Atlético Aurora de Pamplona, aquest últim anomenat a ocupar el buit deixat pels quatre clubs renunciantes.
En el grup IV, el Racing Club de Madrid i el Real Zaragoza Club Deportivo anuncien la seva retirada.
En el grup VIII, es retira el Balompié Don Benito. La Nacional autoritza a la Federació Sud a encarregar-se de la confecció del calendari, i havent de donar un campió abans del 26 de febrer de 1931, data en què finalitzen el campionat en la resta de grups.

## Sistema de competició
El torneig consta de vuit grups. En principi el nombre d'equips participants era en total de trenta-vuit, però a causa de la retirada de diversos equips, es va reformar la composició dels grups, quedant finalment integrats per trenta-tres clubs de tota la geografia espanyola.
Cada grup segueix un sistema de lliga, i els equips s'enfronten tots contra tots en dues ocasions. La classificació s'estableix conformement als punts obtinguts en cada enfrontament, a raó de dos per partit guanyat, un per empatat i cap en cas de derrota. En cas d'empat, es resoldrà per goal average computant a aquest efecte els resultats entre els clubs empatats, i de no resoldre's així, per la totalitat de partits.
Els campions de cada grup van disputar una promoció d'ascens, eliminant-se de dos en dos, per proximitat geogràfica i en doble partit. El campió de la Tercera Divisió ascendeix a la Segona Divisió.

## Resultats i classificacions

### Grup I
Aquest grup es dividia en dos subgrups. Els campions de cada subgrup van disputar una eliminatòria de la qual sortiria el campió del grup I que disputaria la fase d'ascens.

#### Grup I A
| Pos | Equip            | J | G | E | P | GF | GC | DG | Pts |
| --- | ---------------- | - | - | - | - | -- | -- | -- | --- |
| 1   | Racing de Ferrol | 4 | 3 | 0 | 1 | 12 | 2  | 10 | 6   |
| 2   | Emden F.C.       | 4 | 2 | 1 | 1 | 4  | 10 | -6 | 5   |
| 3   | Eiriña F.C.      | 4 | 0 | 1 | 3 | 3  | 7  | -4 | 1   |

|  | Classificat para disputar la promoció d'ascens a Segona Divisió |

|                  | Eir | Emd | RFe |
| Eiriña F.C.      |     | 2:3 | 1:2 |
| Emden F.C.       | 0:0 |     | 1:0 |
| Racing de Ferrol | 2:0 | 8:0 |     |

#### Grup I B
| Pos | Equip             | J | G | E | P | GF | GC | DG | Pts |
| --- | ----------------- | - | - | - | - | -- | -- | -- | --- |
| 1   | Club Gijón        | 2 | 1 | 0 | 1 | 4  | 4  | 0  | 2   |
| 2   | Stadium Avilesino | 2 | 1 | 0 | 1 | 4  | 4  | 0  | 2   |

|  | Classificat para disputar la promoció d'ascens a Segona Divisió |

| Club Gijón            | 3:2 | Stadium Avilesino |
| Stadium Avilesino     | 2:1 | Club Gijón        |
| Partido de desempate: |     |                   |
| Club Gijón            | 3:0 | Stadium Avilesino |

#### Fase Final
|            | ANADA | TORNADA |                  |
| Club Gijón | 2:1   | 2:2     | Racing de Ferrol |

|  | Classificat per jugar la promoció d'ascens a Segona Divisió |

### Grup II
| Pos | Equip                     | J | G | E | P | GF | GC | DG | Pts |
| --- | ------------------------- | - | - | - | - | -- | -- | -- | --- |
| 1   | Baracaldo F.C.            | 8 | 4 | 2 | 2 | 19 | 15 | 4  | 10  |
| 2   | Real Valladolid Deportivo | 8 | 4 | 1 | 3 | 19 | 12 | 7  | 9   |
| 3   | C.D. Logroño              | 8 | 3 | 2 | 3 | 14 | 13 | 1  | 8   |
| 4   | Gimnástica de Torrelavega | 8 | 2 | 2 | 3 | 14 | 19 | -5 | 7   |
| 5   | Sestao Sport Club         | 8 | 2 | 2 | 4 | 14 | 21 | -7 | 6   |

|  | Classificat para disputar la promoció d'ascens a Segona Divisió |

|                           | Bar | Gim | Log | Ses | RVa |
| Baracaldo F.C.            |     | 5:0 | 1:1 | 4:1 | 2:0 |
| Gimnástica de Torrelavega | 7:0 |     | 1:1 | 2:2 | 1:1 |
| C.D. Logroño              | 1:4 | 4:0 |     | 4:1 | 3:2 |
| Sestao Sport Club         | 2:2 | 2:3 | 1:0 |     | 4:0 |
| Real Valladolid Deportivo | 3:1 | 4:0 | 3:0 | 6:1 |     |

### Grup III
El Pasayako Lagun Ederrak, Club Atlético Osasuna, Izarra Beti Aurrera i Tolosa Club de Futbol van renunciar a participar en aquest grup. Per completar el grup va participar el Club Atlètic Aurora.
| Pos | Equip                    | J | G | E | P | GF | GC | DG | Pts |
| --- | ------------------------ | - | - | - | - | -- | -- | -- | --- |
| 1   | Club Atlético Aurora     | 2 | 1 | 0 | 1 | 5  | 5  | 0  | 2   |
| 2   | Club Deportivo Esperanza | 2 | 1 | 0 | 1 | 5  | 5  | 0  | 2   |

|  | Classificat para disputar la promoció d'ascens a Segona Divisió |

| Club Atlético Aurora     | 3:2 | Club Deportivo Esperanza |
| Club Deportivo Esperanza | 3:2 | Club Atlético Aurora     |
| Partido de desempate:    |     |                          |
| Club Atlético Aurora     | 8:0 | Club Deportivo Esperanza |

### Grup IV
El Racing Club de Madrid i el Real Zaragoza Club Deportivo es van retirar.
| Pos | Equip                    | J | G | E | P | GF | GC | DG  | Pts |
| --- | ------------------------ | - | - | - | - | -- | -- | --- | --- |
| 1   | C.D. Patria Aragón       | 4 | 4 | 0 | 0 | 17 | 1  | 16  | 8   |
| 2   | C.D. Nacional de Madrid  | 4 | 2 | 0 | 2 | 7  | 7  | 0   | 4   |
| 3   | Unión Sporting de Madrid | 4 | 0 | 0 | 4 | 0  | 16 | -16 | 0   |

|  | Classificat para disputar la promoció d'ascens a Segona Divisió |

|                          | Nac | Pat | Spo |
| C.D. Nacional de Madrid  |     | 1:2 | 4:0 |
| C.D. Patria Aragón       | 5:0 |     | 4:0 |
| Unión Sporting de Madrid | 0:2 | 0:6 |     |

### Grup V
| Pos | Equip                   | J | G | E | P | GF | GC | DG | Pts |
| --- | ----------------------- | - | - | - | - | -- | -- | -- | --- |
| 1   | Club Esportiu Castelló  | 6 | 3 | 1 | 2 | 14 | 10 | 4  | 7   |
| 2   | Club de Futbol Badalona | 6 | 3 | 0 | 3 | 16 | 16 | 0  | 6   |
| 3   | Unió Esportiva de Sants | 6 | 3 | 0 | 3 | 10 | 12 | -2 | 6   |
| 4   | Club Esportiu Júpiter   | 6 | 2 | 1 | 3 | 11 | 13 | -2 | 5   |

|  | Classificat para disputar la promoció d'ascens a Segona Divisió |

|                | Cas | Bad | Jup | San |
| C.D. Castellón |     | 5:0 | 1:1 | 4:1 |
| C.F. Badalona  | 7:0 |     | 1:1 | 2:2 |
| C.E. Júpiter   | 1:4 | 4:0 |     | 4:1 |
| U.E. Sants     | 2:2 | 2:3 | 1:0 |     |

### Grup VI
| Pos | Equip                    | J | G | E | P | GF | GC | DG  | Pts |
| --- | ------------------------ | - | - | - | - | -- | -- | --- | --- |
| 1   | Sporting Club            | 8 | 4 | 4 | 0 | 22 | 5  | 17  | 12  |
| 2   | Fútbol Club Levante      | 8 | 4 | 3 | 1 | 20 | 14 | 6   | 11  |
| 3   | Gimnástico Football Club | 8 | 2 | 3 | 3 | 11 | 13 | -2  | 7   |
| 4   | Club Athletic Saguntino  | 8 | 2 | 2 | 4 | 12 | 20 | -8  | 6   |
| 5   | Burjassot Club de Futbol | 8 | 1 | 2 | 5 | 10 | 23 | -13 | 4   |

|  | Classificat para disputar la promoció d'ascens a Segona Divisió |

|                          | Ath | Bur | Gim | Lev | Spo |
| C.A. Saguntino           |     | 2:1 | 3:1 | 2:5 | 0:0 |
| Burjasot C.F.            | 3:2 |     | 0:3 | 1:3 | 1:1 |
| Gimnástico Football Club | 2:2 | 2:0 |     | 1:1 | 1:1 |
| F.C. Levante             | 2:1 | 3:3 | 4:1 |     | 1:1 |
| Sporting Club            | 6:0 | 7:1 | 2:0 | 4:1 |     |

### Grup VII
| Pos | Equip                  | J  | G | E | P | GF | GC | DG  | Pts |
| --- | ---------------------- | -- | - | - | - | -- | -- | --- | --- |
| 1   | Cartagena Fútbol Club  | 10 | 7 | 2 | 1 | 26 | 8  | 18  | 16  |
| 2   | Elche Football Club    | 10 | 6 | 2 | 2 | 21 | 12 | 9   | 14  |
| 3   | Lorca Sporting Club    | 10 | 6 | 0 | 4 | 20 | 17 | 3   | 12  |
| 4   | Albacete Football Club | 10 | 4 | 1 | 5 | 14 | 15 | -1  | 9   |
| 5   | Hércules Football Club | 10 | 3 | 0 | 7 | 19 | 26 | -7  | 6   |
| 6   | Imperial Football Club | 10 | 1 | 1 | 8 | 9  | 31 | -22 | 3   |

|  | Classificat para disputar la promoció d'ascens a Segona Divisió |

|                | Alb | Car | Elc | Her | Imp | Lor |
| Albacete F.C.  |     | 0:1 | 1:1 | 2:0 | 2:0 | 3:0 |
| Cartagena F.C. | 4:1 |     | 0:0 | 4:0 | 5:2 | 3:0 |
| Elche F.C.     | 2:0 | 2:5 |     | 3:1 | 4:0 | 3:0 |
| Hércules F.C.  | 4:1 | 1:4 | 2:3 |     | 6:1 | 0:3 |
| Imperial F.C.  | 0:2 | 0:0 | 0:1 | 2:5 |     | 3:1 |
| Lorca S.C.     | 3:2 | 2:0 | 3:2 | 3:0 | 5:1 |     |

### Grup VIII
El Balompié Don Benito es va retirar de la competició.
| Pos | Equip                     | J | G | E | P | GF | GC | DG  | Pts |
| --- | ------------------------- | - | - | - | - | -- | -- | --- | --- |
| 1   | R.C. Recreativo de Huelva | 4 | 3 | 0 | 1 | 16 | 8  | 8   | 6   |
| 2   | Football Club Malagueño   | 4 | 3 | 0 | 1 | 8  | 6  | 2   | 6   |
| 3   | Real Málaga Football Club | 4 | 0 | 0 | 4 | 4  | 14 | -10 | 0   |

|  | Classificat para disputar la promoció d'ascens a Segona Divisió |

|                      | Mgñ | Mal | Rec |
| F.C. Malagueño       |     | 2:0 | 4:2 |
| Real Málaga F.C.     | 0:2 |     | 2:3 |
| Recreativo de Huelva | 4:0 | 7:2 |     |

## Promoció d'ascens a Segona Divisió
Excepte la final, que va anar a partit únic, la resta d'eliminatòries van ser a doble partit. Els partits de quarts es van disputar els dies 23 de febrer i 2 de març, les seminifinals el 9 de març i 16 de març i la 23 de març a Saragossa. El guanyador de la fase d'ascens i, per tant, va ascendir a Segona Divisió va ser el Club Esportiu Castelló.
|  | Quarts de final | Quarts de final | Quarts de final | Quarts de final |               |              | Semifinals   | Semifinals | Semifinals | Semifinals |  |  | Final | Final | Final | Final |
|  |                 |                 |                 |                 |               |              |              |            |            |            |  |  |       |       |       |       |
|  |                 |                 |                 |                 |               |              |              |            |            |            |  |  |       |       |       |       |
|  |                 |                 |                 |                 |               |              |              |            |            |            |  |  |       |       |       |       |
|  | Patria Aragón   | 6               | 0               | 6               |               |              |              |            |            |            |  |  |       |       |       |       |
|  | Patria Aragón   | 6               | 0               | 6               |               |              |              |            |            |            |  |  |       |       |       |       |
|  | Atlético Aurora | 2               | 1               | 3               |               |              |              |            |            |            |  |  |       |       |       |       |
|  | Atlético Aurora | 2               | 1               | 3               | Patria Aragón | 2            | 1            | 3          |            |            |  |  |       |       |       |       |
|  |                 |                 |                 |                 | Patria Aragón | 2            | 1            | 3          |            |            |  |  |       |       |       |       |
|  |                 | Barakaldo CF    | 2               | 4               | 6             |              |              |            |            |            |  |  |       |       |       |       |
|  | Barakaldo CF    | Barakaldo CF    | 2               | 4               | 6             | 3            | 1            | 4          |            |            |  |  |       |       |       |       |
|  | Barakaldo CF    |                 |                 |                 |               | 3            | 1            | 4          |            |            |  |  |       |       |       |       |
|  | Gijón           | 2               | 1               | 3               |               |              |              |            |            |            |  |  |       |       |       |       |
|  | Gijón           | 2               | 1               | 3               | Barakaldo CF  | Barakaldo CF | Barakaldo CF | 2          |            |            |  |  |       |       |       |       |
|  |                 |                 |                 |                 | Barakaldo CF  | Barakaldo CF | Barakaldo CF | 2          |            |            |  |  |       |       |       |       |
|  |                 | CE Castelló     | CE Castelló     | CE Castelló     | 3             |              |              |            |            |            |  |  |       |       |       |       |
|  | Recreativo      | CE Castelló     | CE Castelló     | CE Castelló     | 3             | 2            | 0            | 2          |            |            |  |  |       |       |       |       |
|  | Recreativo      |                 |                 |                 |               | 2            | 0            | 2          |            |            |  |  |       |       |       |       |
|  | Cartagena       | 1               | 5               | 6               |               |              |              |            |            |            |  |  |       |       |       |       |
|  | Cartagena       | 1               | 5               | 6               | Cartagena     | 3            | 0            | 3          |            |            |  |  |       |       |       |       |
|  |                 |                 |                 |                 | Cartagena     | 3            | 0            | 3          |            |            |  |  |       |       |       |       |
|  |                 | CE Castelló     | 2               | 2               | 4             |              |              |            |            |            |  |  |       |       |       |       |
|  | Sporting Club   | CE Castelló     | 2               | 2               | 4             | 1            | 1            | 2          |            |            |  |  |       |       |       |       |
|  | Sporting Club   |                 |                 |                 |               | 1            | 1            | 2          |            |            |  |  |       |       |       |       |
|  | CE Castelló     | 2               | 3               | 5               |               |              |              |            |            |            |  |  |       |       |       |       |
|  | CE Castelló     | 2               | 3               | 5               |               |              |              |            |            |            |  |  |       |       |       |       |